# 森林驗證認可計畫
森林驗證認可計畫（英語：Programme for the Endorsement of Forest Certification，簡稱PEFC）是一個國際性且非盈利的非政府组织，通過獨立的第三方森林認證來永續森林經營。它被認為是小型森林擁有者的認證系統首選。